# زانکت وایت ایم اینکرایس
زانکت وایت ایم اینکرایس (به آلمانی: Sankt Veit im Innkreis) یک منطقهٔ مسکونی در اتریش است که در برونو آم این واقع شده‌است. زانکت وایت ایم اینکرایس ۵٫۳۶ کیلومتر مربع مساحت دارد ۴۱۱ متر بالاتر از سطح دریا واقع شده‌است.